# Neil McMahon
Pour les articles homonymes, voir McMahon.
Œuvres principales
- Série Carroll Monks

Neil McMahon, né en 1949 à Chicago, est un écrivain américain, auteur de roman policier, qui vit à Missoula, dans le Montana.

## Biographie
Après avoir été volontaire pour les Corps de la Paix, Neil McMahon s'installe au Montana en 1971. Il commence à travailler à mi-temps comme charpentier en 1973, ce qui lui permet de gagner sa vie tout en se ménageant du temps pour le travail d'écriture.

Neil McMahon a écrit trois romans policiers mettant en avant le personnage récurrent de Carroll Monks comme médecin urgentiste de San Francisco. Depuis il a commencé une nouvelle série policière, mettant en scène Hugh Davoren, un ex-journaliste en Californie qui devient charpentier dans le Montana.

Neil McMahon a bénéficié du Stegner Fellowship de l'Université Stanford, un programme sélectif qui retient seulement dix lauréats (cinq pour les œuvres de fiction, cinq pour la poésie) par an pour bénéficier d'un accompagnement en écriture créative sur deux années.

## Œuvre

### Romans

#### SérieHugh Davoren
1. (en) Lone Creek, HarperCollins, 2007, 336 p.  (ISBN 0060792213)
2. (en) Dead Silver, HarperCollins, 2008, 288 p.  (ISBN 0061340766)

#### SérieCarroll Monks
1. La Raison du plus fou, Payot, coll. « Suspense », 2005 ((en) Twice Dying, 2000), 220 p.  (ISBN 2228900109)
2. Double Sang, Payot, coll. « Suspense », 2006 ((en) Blood Double, 2002), 258 p.  (ISBN 2228901105)
3. (en) To the Bone, HarperCollins, 2003, 256 p.  (ISBN 0060529164)
4. (en) Revolution No. 9, 2005

#### Autres romans
- (en) Toys, 2011Écrit avec James Patterson.
- (en) Adam of Albion, 2012Écrit avec Kim McMahon.
- (en) L.A. Mental, 2011
- (en) Cast Angels Down to Hell, 2011

### Recueil de nouvelles
- (en) Fifty Shades of Grest Aunt Elionor, 2012